# SkySpark
SkySpark — лёгкий экспериментальный самолёт.
Данный самолёт спроектировал и построил итальянский астронавт Маурицио Кели (итал. Maurizio Cheli), при содействии Туринского политехнического университета, компании DigiSky и ряда других фирм (Sparco, Sicme Motori). В качестве прототипа использован самолёт Alpi Pioneer 300. 10 июня 2009 года совершил первый полёт. Главной особенностью конструкции является электрическая тяга. На машине установлен блок аккумуляторов весом более 70 кг. Мощность питаемого этой батареей электродвигателя составляет 75 КВт.
SkySpark 12 июня 2009 г. установил мировой рекорд скорости для машин такого типа — 250 километров в час.